# Mary McLeod Bethune
Mary McLeod Bethune   (Mayesville, 10 de juliol de 1875 - Daytona Beach, 18 de maig de 1955) va ser una educadora, estadista, humanitària i activista pels drets civils americana. És coneguda per haver començat una escola privada per a estudiants afroamericans a Daytona Beach, Florida. Va atraure donacions de temps i diners, i va desenvolupar l'escola com una universitat, que acabà esdevenint la Universitat Bethune-Cookman. Va ser també consellera nacional de Franklin D. Roosevelt, dins del que es coneixia com a Gabinet Negre. Era coneguda com "La primera dama de la lluita" pel seu compromís amb la millora de les vides dels afroamericans.
Nascuda a Mayesville (Carolina del Sud), filla de pares que havien estat esclaus, va començar a treballar als camps amb la seva família als cinc anys. Es va interessar a ser educada i, amb l'ajut de benefactors, Bethune va estudiar a la universitat amb l'esperança de convertir-se en una missionera a l'Àfrica. Va començar una escola per a noies afroamericanes a Daytona Beach, que es va fusionar amb un institut privat per a nois afroamericans i en resultà la Bethune-Cookman School. Bethune mantenia alts estàndards i promovia l'escola entre turistes i donants, per demostrar què podien fer els afroamericans amb educació. Va ser presidenta de la institució entre 1923 i 1942, i entre 1946 i 1947. Era una de les poques dones del món presidenta d'una universitat.
Bethune també era activa en clubs de dones, organitzacions cíviques fortes, i va convertir-se en una líder nacional. Després de treballar en la campanya presidencial de Franklin D. Roosevelt el 1932, va ser convidada com a membre del seu Gabinet Negre. L'aconsellava en afers relacionats amb la població americana, i l'ajudà a compartir el seu missatge amb la població negra, que històricament havia estat votant republicana des de la Guerra civil. Després de la seva mort, el columnista Louis E. Martin digué que Bethune "enviava fe i esperança com si fossin pastilles, i ella alguna mena de doctora".
Entre els honors que se li van fer hi ha la designació de la seva casa a Daytona Beach com a National Historic Landmark, la seva casa a Washington DC com a National Historic Site, i la instal·lació d'una escultura en honor seu al Lincoln Park.